# Habitatge unifamiliar
 Habitatge unifamiliar  (o casa unifamiliar) és aquell en el que una única família ocupa l'edifici completament, a diferència dels habitatges en règim de propietat horitzontal.

## Tipus
Se solen distingir tres tipus d'habitatge o casa unifamiliar.

### Casa unifamiliar aïllada (xalet)

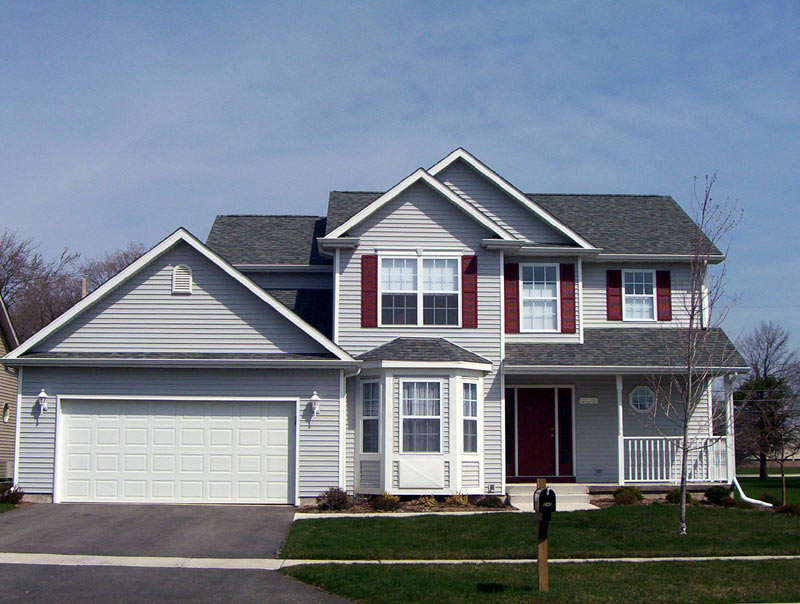
Casa unifamiliar aïllada als Estats Units.

És aquell edifici habitat per una única família que no està en contacte físic amb altres edificacions. Normalment estan envoltats per tots els seus costats per un terreny pertanyent a l'habitatge, en què se sol instal·lar un jardí privat. En aquest aspecte hi ha variants, així, l'habitatge pot tenir un, diversos o tots els seus costats alineats amb la via pública.

### Casa aparellada
En aquest cas, es construeixen dos habitatges unifamiliars simètrics que exteriorment estan en contacte, encara que en la seva distribució interior són totalment independents, tenint cadascun d'ells el seu propi accés des de la via pública.

### Casa adossada

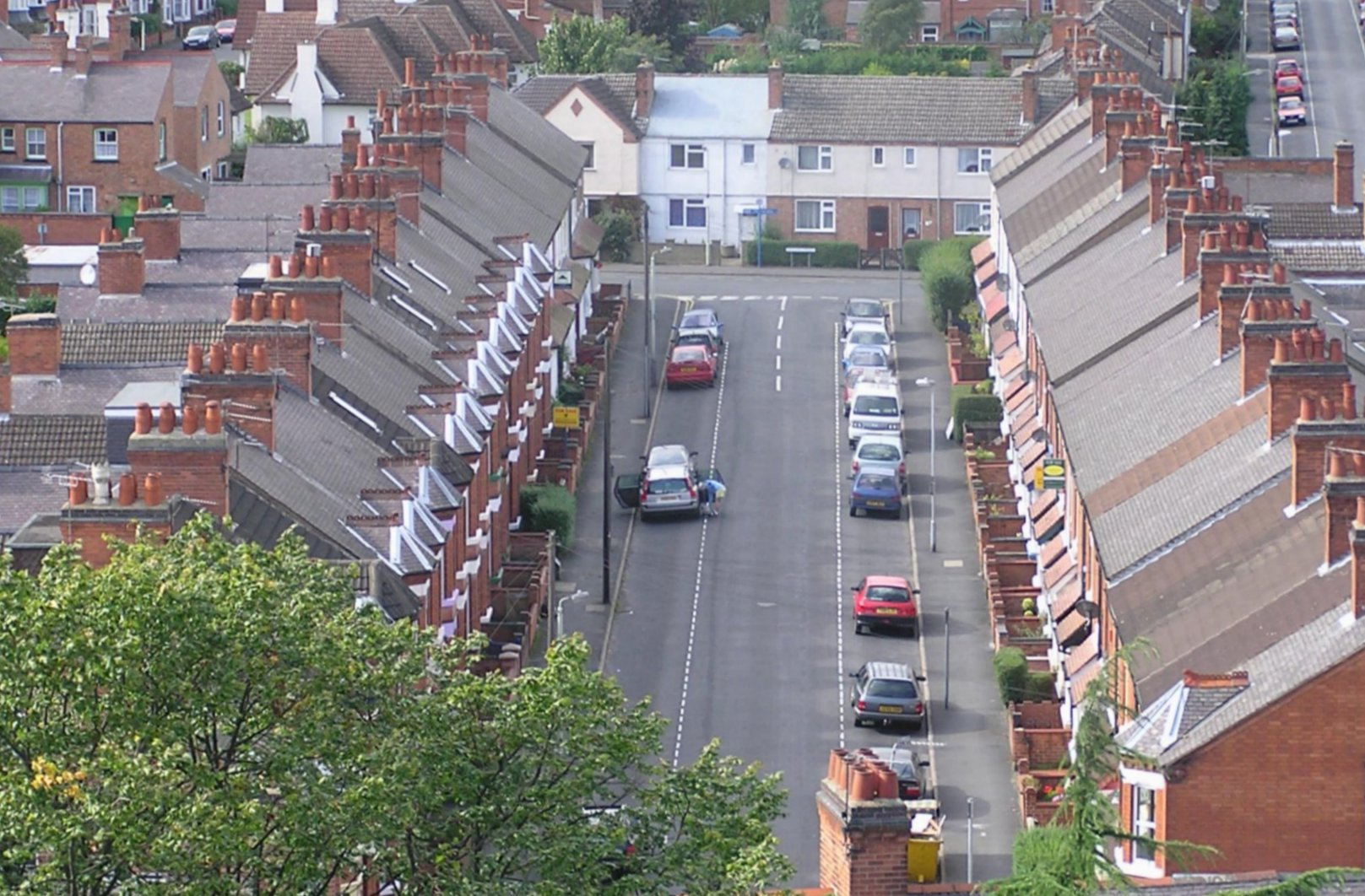
Cases adossades al Regne Unit.

Similar a l'aparellada, però aquest cas cada casa està en contacte amb unes altres dues (una a cada costat). Aquest tipus d'habitatges se solen caracteritzar per tenir una planta estreta i allargada i per la presència de finestres únicament en els extrems de la casa.

## Ús en altres idiomes
En altres idiomes, com l'anglès, s'anomena  unifamiliar  únicament a les aïllades. En canvi, en català, se sol referir als tres tipus esmentats i, en general, a qualsevol habitatge que no estigui en règim de propietat horitzontal.